# مايفيل (مقاطعة كلارك)
مايفيل، مقاطعة كلارك (بالإنجليزية: Mayville, Clark County, Wisconsin)‏ هي بلدة تقع بولاية ويسكونسن في الولايات المتحدة. تبلغ مساحتها 84.1 (كم²)، وترتفع عن سطح البحر 416 م، بلغ عدد سكانها 919 نسمة في عام 2000 حسب إحصاء مكتب تعداد الولايات المتحدة وتصل الكثافة السكانية فيها 11 نسمة/كم2.

## وصلات خارجية
- The US50 - Cities and Towns in Wisconsin State
- Wisconsin Cities and Towns, Facts, Map, Flag, Colleges, Government, and More